# Rogue (film 2007)
Rogue è un film del 2007 scritto e diretto da Greg McLean. Con protagonisti Michael Vartan e Radha Mitchell, il film è incentrato su un gruppo di turisti alla prese con un coccodrillo gigante e famelico.

## Trama
Il giornalista statunitense Pete McKell si reca in Australia per realizzare un reportage, una volta sul luogo si avventura con altre persone in una crociera fluviale, tra queste persone vi è la bella guida Kate, tra i due è attrazione immediata. Ma i due non fanno in tempo a vivere il loro nascente feeling, venendo destati da un razzo di soccorso, lanciato da una imbarcazione in difficoltà. Durante il tragitto per raggiungere l'imbarcazione, qualcosa urta il fondo della loro barca, danneggiandola. Il gruppo di persone è così costretto a rifugiarsi su di un isolotto in mezzo al fiume. Scopriranno ben presto che il fiume è abitato da un coccodrillo gigantesco ed affamato.